# 丹替站
丹替站（：／ Damti yeok */?）副站名壽城大·大倫（수성대·대륜），是大邱地鐵2號線沿線的一座地下車站，位於韓國大邱廣域市寿城区晩村洞。

## 車站結構
站體為1面2線曲線式設計島式月台的地下車站，候車月台設有月台幕門，並有4處出口。

### 月台配置
| 晚村 ↑   |
| 下 上 \| |
| ↓ 蓮湖   |

| 月台 | 路線               | 目的地                 |
| ---- | ------------------ | ---------------------- |
| 상행 | ●大邱都市鐵道2號線 | 半月堂、龍山、汶陽方向 |
| 下行 | ●大邱都市鐵道2號線 | 新梅、沙月、嶺南大方向 |

## 历史
- 2005年10月18日：落成啟用。

## 車站周邊
- 壽城大學（朝鲜语：수성대학교）
- 小仙女子中學
- 大倫高校
- 嶺南工業高校
- 晚村119消防安全中心
- 韓國農業協會東大邱晚村支社
- 大邱看守所
- 大邱冥福公園

## 圖片

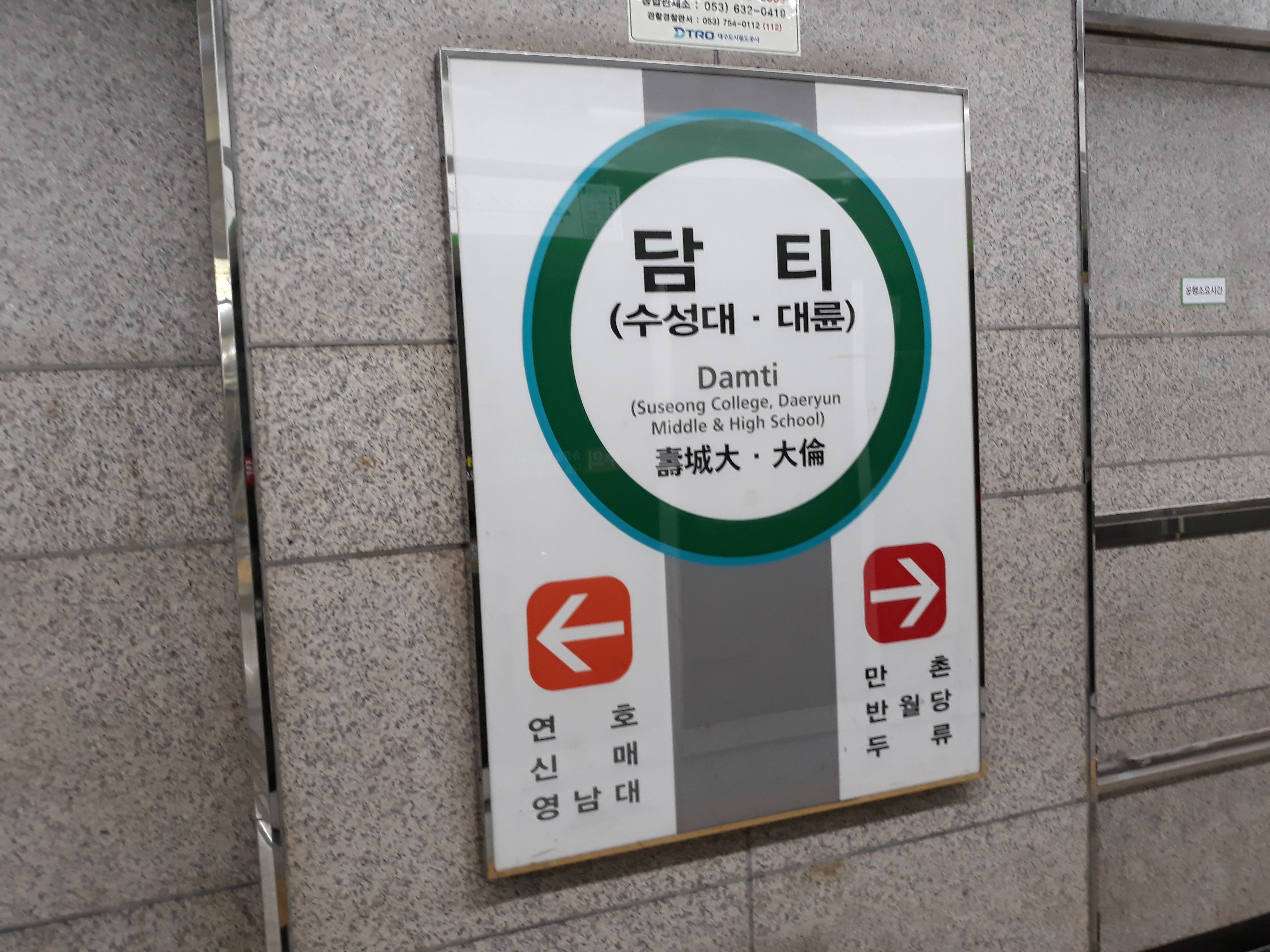
站名牌
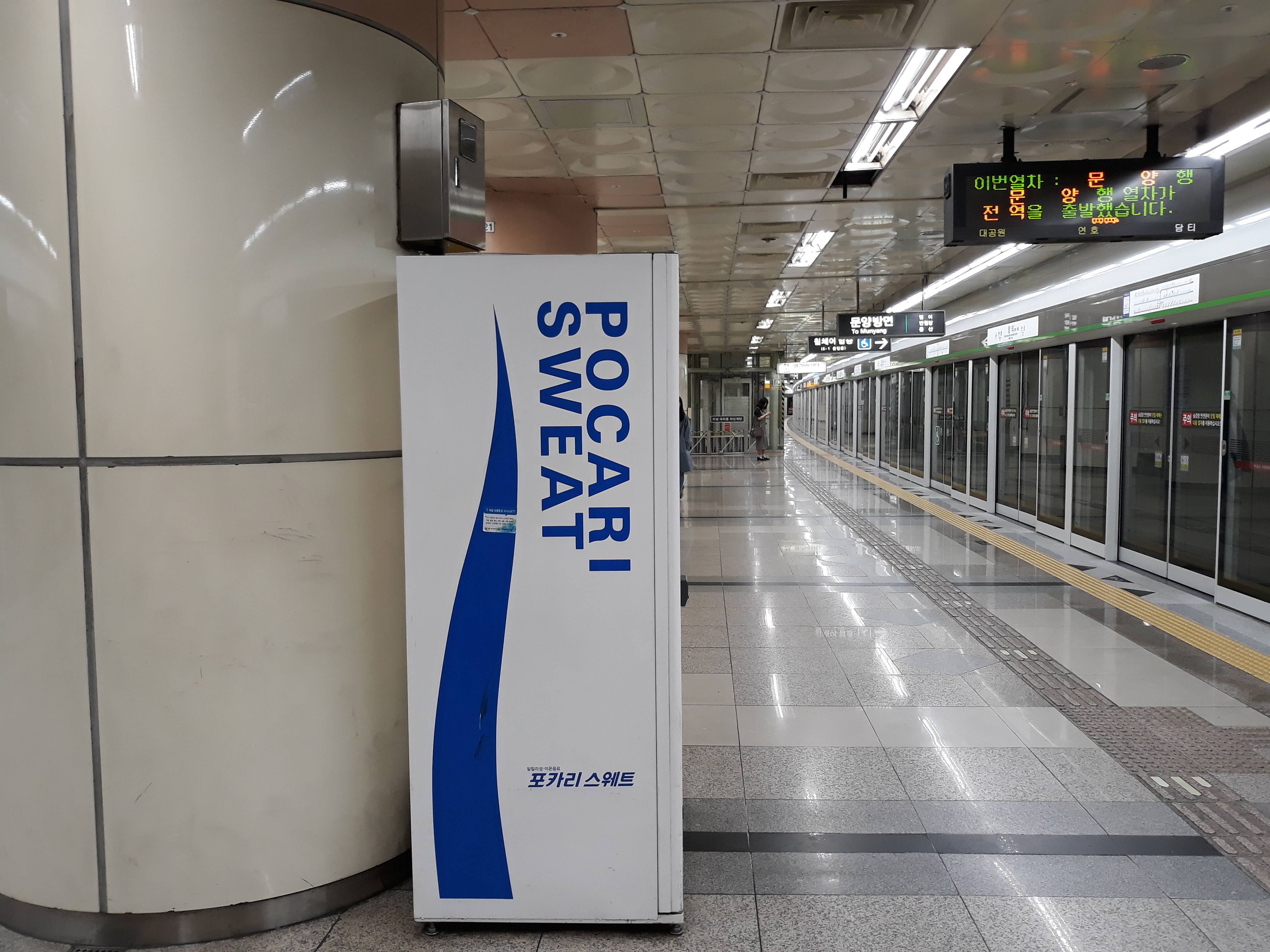
候車月台
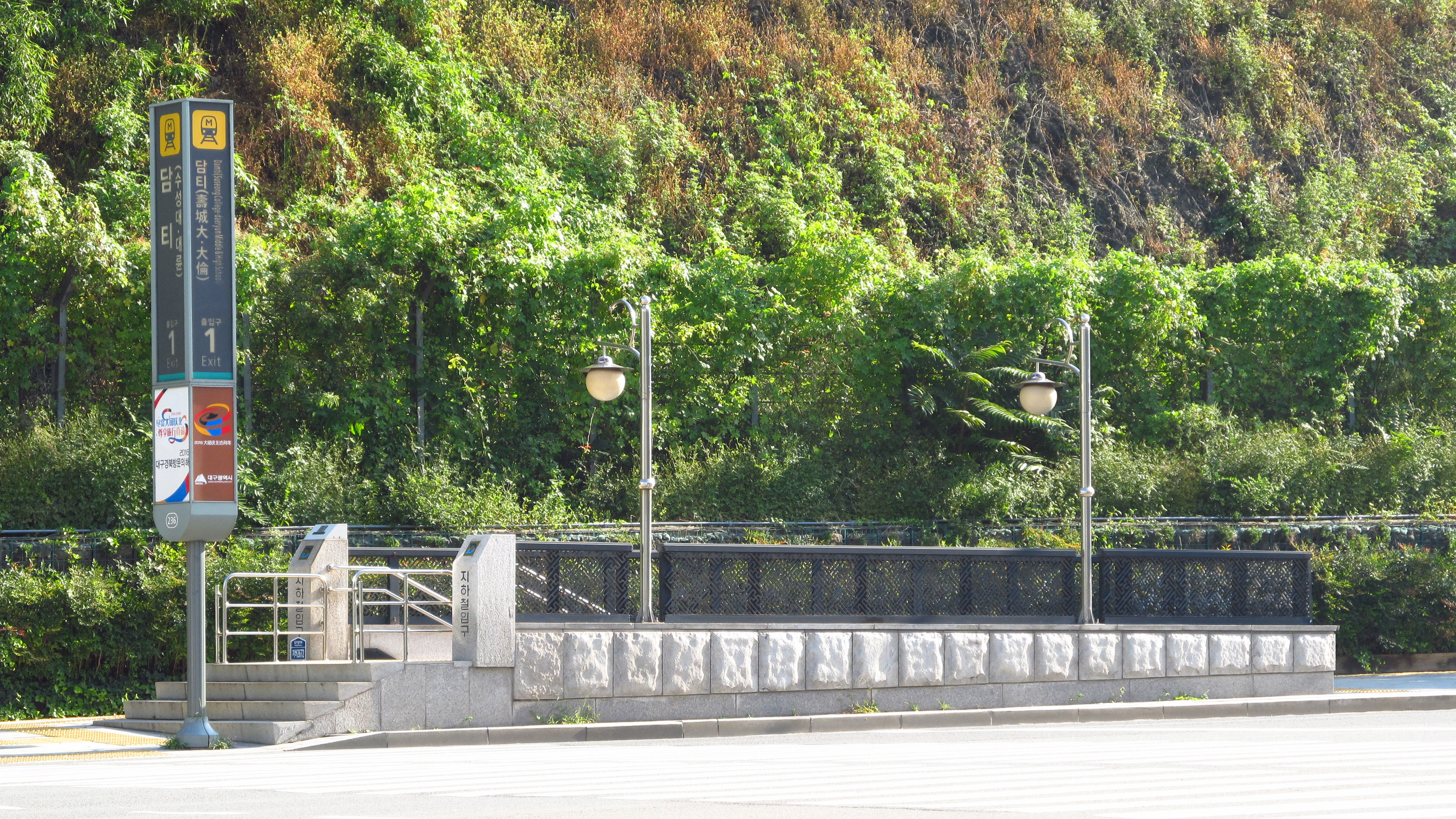
1號出口
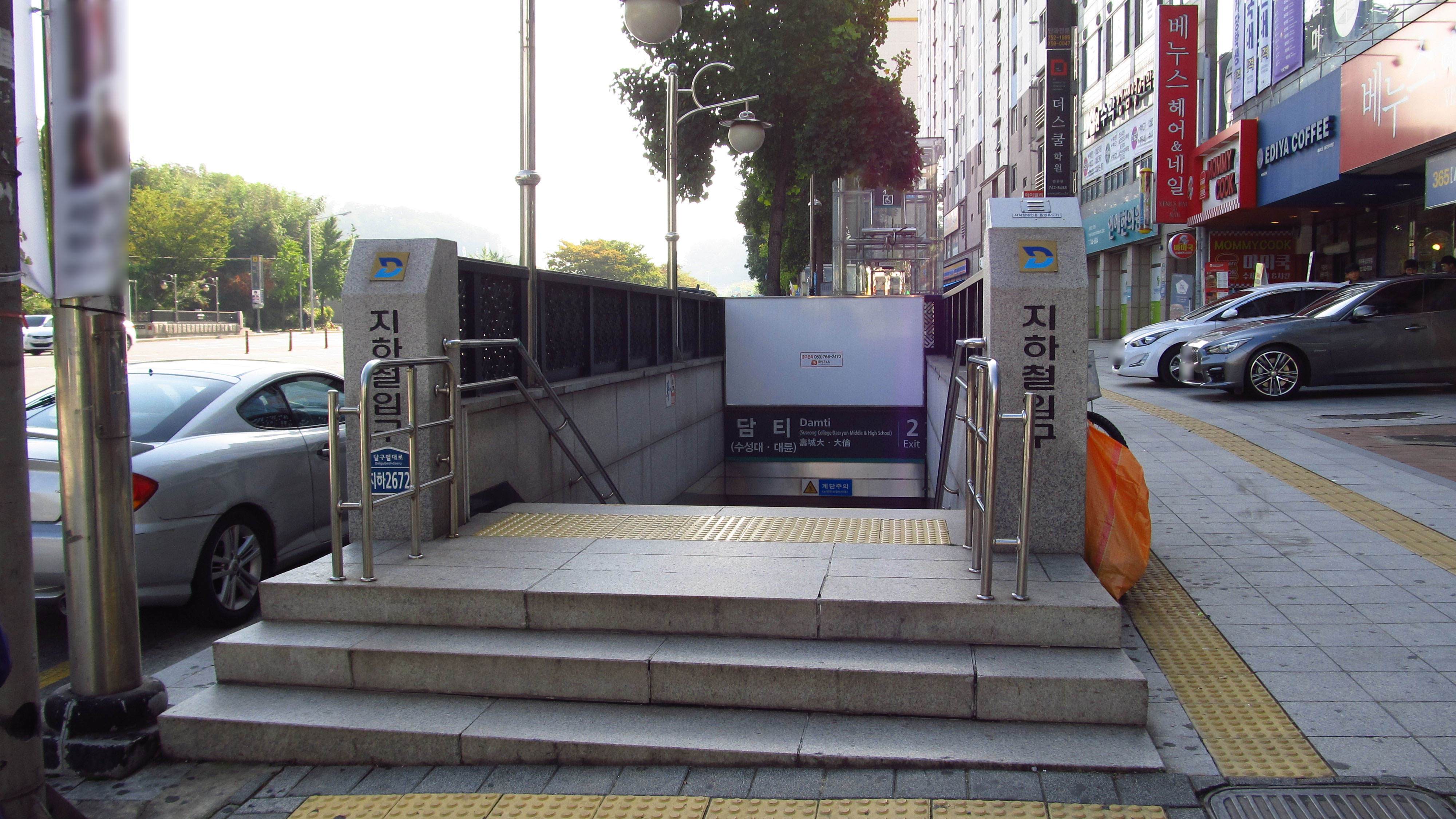
2號出口

## 相鄰車站
大邱都市鐵道公社
●大邱都市鐵道2號線
晚村（235）－丹替（236）－蓮湖（237）